# Justin Luquot
Justin Luquot, né le 2 janvier 1881 à Lamazière-Basse (Corrèze) et mort le 24 décembre 1944 à Coutras (Gironde), est un homme politique et résistant français.

## Biographie
Issu d'un milieu modeste, son père étant journalier puis épicier, Justin Luquot est employé de magasin, puis voyageur de commerce dans le domaine vinicole. Il adhère à la section française de l'Internationale ouvrière (SFIO). Veuf d'un court mariage et père d'un fils, il épouse en secondes noces une institutrice Antoinette-Jeanne Luc,, également militante de la SFIO, qu'il suit dans sa nouvelle affectation, à Coutras, en 1911.
Il devient maire de cette commune en 1925 sur la liste du Cartel des gauches conduite par le Docteur Darbeau, et le reste jusqu'en 1941. Candidat au Conseil général sur le canton de Coutras en 1932, il est battu par Ernest Barraud. Candidat malheureux du Parti socialiste aux élections législatives de 1928 dans la circonscription de Libourne-II, face au député sortant Édouard Eymond, républicain de gauche, il est élu en 1932, dans cette même circonscription, et réélu en 1936.
En 1933, Justin Luquot quitte la SFIO avec les néo-socialistes, mais rompt rapidement avec cette tendance, refusant la dérive autoritaire et fascisante d'Adrien Marquet et Marcel Déat. Le 7 février 1937, il adhère de nouveau à la SFIO.
Il vote contre les pleins pouvoirs à Philippe Pétain le 10 juillet 1940, et fait donc partie des 80 parlementaires qui n'ont pas voté la fin de la IIIe république, aux côtés entre autres de Léon Blum et de Vincent Auriol, ce vote le projette le soir même dans la clandestinité et lui vaut d'être révoqué de son poste de maire le 10 mars 1941. Il est franc-maçon. C'est un actif Résistant, qui avec son collègue Jean-Fernand Audeguil, autre député de la Gironde, fonde le réseau de résistance Libération-Nord. Pendant toute cette période, il doit faire très attention car surveillé par la Milice et la Gestapo.
Président du comité local de Libération, il retrouve son écharpe de maire en 1944, mais meurt à la fin de l'année. Sa veuve lui succède à la tête de la mairie.